# Quận Greene, Virginia
Quận Greene là một quận thuộc tiểu bang Virginia, Hoa Kỳ.
Quận này được đặt tên theo Nathanael Greene, anh hùng chiến tranh cách mạng Mỹ. Theo điều tra dân số của Cục điều tra dân số Hoa Kỳ năm 2000, quận có dân số 15.244 người. Quận lỵ đóng ở Stanardsville6. Quận được lập năm 1838 từ quận Orange, Virginia. Quận thuộc vùng đô thị Charlottesville.

## Địa lý
Theo Cục điều tra dân số Hoa Kỳ, quận có diện tích 407 km2, trong đó có 1 km2 là diện tích mặt nước.

### Quận giáp ranh
- Quận Rockingham, Virginia - tây
- Quận Page, Virginia - tây bắc
- Quận Madison, Virginia - đông bắc
- Quận Orange, Virginia - đông nam
- Quận Albemarle, Virginia - nam